# 11.ª etapa do Giro d'Italia de 2019
A 11.ª etapa do Giro d'Italia de 2019 teve lugar a 22 de maio de 2019 entre Carpi e Novi Ligure sobre um percurso de 221 km e foi vencida pelo ciclista australiano Caleb Ewan da equipa Lotto Soudal, quem com este triunfo completou a sua segunda vitória de etapa no Giro de 2019. O ciclista italiano Valerio Conti da equipa UAE Emirates conservou a Maglia Rosa.

## Classificação da etapa
| \| Classificação por etapas \| Classificação por etapas \| Classificação por etapas \| Classificação por etapas \| Classificação por etapas \| \| Ciclista \| Ciclista \| Equipe \| Tempo \| \| \| ------------------------ \| ------------------------ \| ------------------------ \| ------------------------ \| ------------------------ \| \| 1. \| Caleb Ewan \| Lotto-Soudal \| 5h17m26s \| \| \| 2. \| Arnaud Démare \| Groupama-FDJ \| + 0s \| \| \| 3. \| Pascal Ackermann \| Bora-Hansgrohe \| + 0s \| \| \| 4. \| Elia Viviani \| Deceuninck-Quick Step \| + 0s \| \| \| 5. \| Davide Cimolai \| Israel Cycling Academy \| + 0s \| \| \| 6. \| Simone Consonni \| UAE Team Emirates \| + 0s \| \| \| 7. \| Ryan Gibbons \| Dimension Data \| + 0s \| \| \| 8. \| Giacomo Nizzolo \| Dimension Data \| + 0s \| \| \| 9. \| Jakub Mareczko \| CCC Team \| + 0s \| \| \| 10. \| Sean Bennett \| EF Education First \| + 0s \| \| |                  |                        |          |
| |                  |                        |          |
| Fonte: ProCyclingStats |                  |                        |          |
| Classificação por etapas |                  |                        |          |
| Ciclista | Ciclista         | Equipe                 | Tempo    |
| 1. | Caleb Ewan       | Lotto-Soudal           | 5h17m26s |
| 2. | Arnaud Démare    | Groupama-FDJ           | + 0s     |
| 3. | Pascal Ackermann | Bora-Hansgrohe         | + 0s     |
| 4. | Elia Viviani     | Deceuninck-Quick Step  | + 0s     |
| 5. | Davide Cimolai   | Israel Cycling Academy | + 0s     |
| 6. | Simone Consonni  | UAE Team Emirates      | + 0s     |
| 7. | Ryan Gibbons     | Dimension Data         | + 0s     |
| 8. | Giacomo Nizzolo  | Dimension Data         | + 0s     |
| 9. | Jakub Mareczko   | CCC Team               | + 0s     |
| 10. | Sean Bennett     | EF Education First     | + 0s     |

## Classificações ao final da etapa

### Classificação geral(Maglia Rosa)
| \| Classificação geral \| Classificação geral \| Classificação geral \| Classificação geral \| Classificação geral \| \| Ciclista \| Ciclista \| Equipe \| Tempo \| \| \| ------------------- \| ------------------- \| --------------------------- \| ------------------- \| ------------------- \| \| 1. \| Valerio Conti \| UAE Team Emirates \| 45h02m05s \| \| \| 2. \| Primož Roglič \| Team Jumbo-Visma \| + 1m50s \| \| \| 3. \| Nans Peters \| AG2R La Mondiale \| + 2m21s \| \| \| 4. \| José Joaquín Rojas \| Movistar Team \| + 2m33s \| \| \| 5. \| Fausto Masnada \| Androni Giocattoli-Sidermec \| + 2m36s \| \| \| 6. \| Andrey Amador \| Movistar Team \| + 2m39s \| \| \| 7. \| Amaro Antunes \| CCC Team \| + 3m05s \| \| \| 8. \| Valentin Madouas \| Groupama-FDJ \| + 3m27s \| \| \| 9. \| Giovanni Carboni \| Bardiani CSF \| + 3m30s \| \| \| 10. \| Pello Bilbao \| Astana \| + 3m32s \| \| |                    |                             |           |
| |                    |                             |           |
| Fonte: ProCyclingStats |                    |                             |           |
| Classificação geral |                    |                             |           |
| Ciclista | Ciclista           | Equipe                      | Tempo     |
| 1. | Valerio Conti      | UAE Team Emirates           | 45h02m05s |
| 2. | Primož Roglič      | Team Jumbo-Visma            | + 1m50s   |
| 3. | Nans Peters        | AG2R La Mondiale            | + 2m21s   |
| 4. | José Joaquín Rojas | Movistar Team               | + 2m33s   |
| 5. | Fausto Masnada     | Androni Giocattoli-Sidermec | + 2m36s   |
| 6. | Andrey Amador      | Movistar Team               | + 2m39s   |
| 7. | Amaro Antunes      | CCC Team                    | + 3m05s   |
| 8. | Valentin Madouas   | Groupama-FDJ                | + 3m27s   |
| 9. | Giovanni Carboni   | Bardiani CSF                | + 3m30s   |
| 10. | Pello Bilbao       | Astana                      | + 3m32s   |

### Classificação por pontos(Maglia Ciclamino)
| Classificação por pontos | Classificação por pontos | Classificação por pontos   | Classificação por pontos | Classificação por pontos |
| Ciclista                 | Ciclista                 | Equipe                     | Pontos                   |                          |
| ------------------------ | ------------------------ | -------------------------- | ------------------------ | ------------------------ |
| 1.                       | Arnaud Démare            | Groupama-FDJ               | 194 pts                  |                          |
| 2.                       | Pascal Ackermann         | Bora-Hansgrohe             | 183 pts                  |                          |
| 3.                       | Caleb Ewan               | Lotto-Soudal               | 159 pts                  |                          |
| 4.                       | Richard Carapaz          | Movistar Team              | 50 pts                   |                          |
| 5.                       | Davide Cimolai           | Israel Cycling Academy     | 50 pts                   |                          |
| 6.                       | Damiano Cima             | Nippo-Vini Fantini-Faizanè | 44 pts                   |                          |
| 7.                       | Primož Roglič            | Team Jumbo-Visma           | 42 pts                   |                          |
| 8.                       | Elia Viviani             | Deceuninck-Quick Step      | 39 pts                   |                          |
| 9.                       | Rüdiger Selig            | Bora-Hansgrohe             | 38 pts                   |                          |
| 10.                      | Giacomo Nizzolo          | Dimension Data             | 38 pts                   |                          |

### Classificação da montanha(Maglia Azzurra)
| Classificação da montanha | Classificação da montanha | Classificação da montanha   | Classificação da montanha | Classificação da montanha |
| Ciclista                  | Ciclista                  | Equipe                      | Pontos                    |                           |
| ------------------------- | ------------------------- | --------------------------- | ------------------------- | ------------------------- |
| 1.                        | Giulio Ciccone            | Trek-Segafredo              | 32 pts                    |                           |
| 2.                        | Primož Roglič             | Team Jumbo-Visma            | 22 pts                    |                           |
| 3.                        | Fausto Masnada            | Androni Giocattoli-Sidermec | 18 pts                    |                           |
| 4.                        | Antonio Pedrero           | Movistar Team               | 18 pts                    |                           |
| 5.                        | Marco Frapporti           | Androni Giocattoli-Sidermec | 15 pts                    |                           |
| 6.                        | Valerio Conti             | UAE Team Emirates           | 8 pts                     |                           |
| 7.                        | Bauke Mollema             | Trek-Segafredo              | 8 pts                     |                           |
| 8.                        | Andrey Zeits              | Astana                      | 8 pts                     |                           |
| 9.                        | François Bidard           | AG2R La Mondiale            | 7 pts                     |                           |
| 10.                       | Giovanni Carboni          | Bardiani CSF                | 6 pts                     |                           |

### Classificação dos jovens(Maglia Bianca)
| Classificação dos jovens | Classificação dos jovens | Classificação dos jovens    | Classificação dos jovens | Classificação dos jovens |
| Ciclista                 | Ciclista                 | Equipe                      | Tempo                    |                          |
| ------------------------ | ------------------------ | --------------------------- | ------------------------ | ------------------------ |
| 1.                       | Nans Peters              | AG2R La Mondiale            | 45h04m26s                |                          |
| 2.                       | Valentin Madouas         | Groupama-FDJ                | + 1m06s                  |                          |
| 3.                       | Giovanni Carboni         | Bardiani CSF                | + 1m09s                  |                          |
| 4.                       | Hugh Carthy              | EF Education First          | + 2m15s                  |                          |
| 5.                       | Sam Oomen                | Team Sunweb                 | + 2m41s                  |                          |
| 6.                       | Pavel Sivakov            | Team Ineos                  | + 3m40s                  |                          |
| 7.                       | Miguel Ángel López       | Astana                      | + 3m58s                  |                          |
| 8.                       | Tao Geoghegan Hart       | Team Ineos                  | + 4m37s                  |                          |
| 9.                       | Ben O'Connor             | Dimension Data              | + 4m51s                  |                          |
| 10.                      | Andrea Vendrame          | Androni Giocattoli-Sidermec | + 13m13s                 |                          |

### Classificação por equipas"Super Team"
| Classificação por equipes | Classificação por equipes   | Classificação por equipes | Classificação por equipes |
| Equipe                    | Equipe                      | Tempo                     |                           |
| ------------------------- | --------------------------- | ------------------------- | ------------------------- |
| 1.                        | Movistar Team               | 135h11m29s                |                           |
| 2.                        | Deceuninck-Quick Step       | + 6m53s                   |                           |
| 3.                        | Androni Giocattoli-Sidermec | + 8m04s                   |                           |
| 4.                        | Astana                      | + 10m21s                  |                           |
| 5.                        | EF Education First          | + 11m10s                  |                           |
| 6.                        | UAE Team Emirates           | + 11m36s                  |                           |
| 7.                        | AG2R La Mondiale            | + 12m20s                  |                           |
| 8.                        | Mitchelton-Scott            | + 12m43s                  |                           |
| 9.                        | Bora-hansgrohe              | + 14m37s                  |                           |
| 10.                       | Team Sunweb                 | + 16m55s                  |                           |

## Abandonos
- Matteo Moschetti, depois de uma queda sofrida no dia anterior, não tomou a saída.[2]